# برنتون (تشيشير)
برنتون (بالإنجليزية: Barnton, Cheshire)‏ هي قرية و أبرشية مدنية تقع في المملكة المتحدة في إنجلترا.  يقدر عدد سكانها بـ 5,527 نسمة .